# IC 2539
IC 2539 је спирална галаксија у сазвјежђу Шмрк (Пумпа) која се налази на листи објеката дубоког неба у Индекс каталогу.
Деклинација објекта је - 31° 21' 45" а ректасцензија 10h 4m 16,0s. Привидна величина (магнитуда) објекта IC 2539 износи 13,2 а фотографска магнитуда 14,0. Налази се на удаљености од 36,757 милиона парсека од Сунца. IC 2539 је још познат и под ознакама ESO 435-34, MCG -5-24-20, AM 1002-310, IRAS 10020-3107, PGC 29203.